# Malagassische frank
De Malagassische frank was tot 1 januari 2005 de munteenheid van Madagaskar. Het was verdeeld in honderd centimes. De ISO 4217-code van de munteenheid is MGF.
Tussen 1925 en 1945 was de Malagassische frank ook de munteenheid van de Franse kolonie Madagaskar en haar sublanden.